# 平野城
平野城（ひらのじょう）は、兵庫県神戸市東灘区の御影山手にあった日本の城。別名御影村城。

## 概要
1346年、赤松氏の家臣であった平野忠勝によって建てられた。推定地は現在の阪急御影駅から神戸市立御影北小学校付近一帯。城の東は湿地帯（現在は埋め立てと開発が進み深田池が残るのみである）、西は谷川、北は山という地の利を生かした城であったことがうかがえる。観応の擾乱により平野忠勝が敗れ帰農するまで忠勝の居城となっていた。

## 周辺
- 香雪美術館
- 阪神間モダニズム

## 交通アクセス
- 阪急電鉄 阪急御影駅下車、徒歩5分。